# Cathédrale de la Sainte-Famille de Laï
Cette  cathédrale n’est pas la seule cathédrale de la Sainte-Famille.
La cathédrale de la Sainte-Famille de Laï est le siège du diocèse de Laï au Tchad.
Sa construction commence en 2009.